# Tanacetum oltense
Tanacetum oltense là một loài thực vật có hoa trong họ Cúc. Loài này được (Sosn.) Grierson miêu tả khoa học đầu tiên năm 1975.